# Ольдендорф (Гольштейн)
Ольдендорф (нем. Oldendorf) — община в Германии, в земле Шлезвиг-Гольштейн.
Входит в состав района Штайнбург. Подчиняется управлению Итцехё-Ланд. Население составляет 1154 человека (на 31 декабря 2010 года). Занимает площадь 10,35 км².